# 漩门港堵港截流促淤工程

玉环市地图。图中橙线上方玉环岛与楚门半岛连通的部分即为漩门大坝

漩门港堵港截流促淤工程，通称漩门一期，又称漩门堵口工程等，是一项位于中华人民共和国浙江省玉环县（今玉环市）的填海筑坝工程。该工程旨在消除漩门港带来的玉环岛同外界交通的不便，动工于1976年3月、完工于1977年5月23日，直接结果是建设出一条大坝，名为“漩门大坝”（又称漩门港大坝），并改画地图，使得玉环岛和楚门半岛合并为楚门－玉环半岛，结束了玉环孤悬于东海之中的历史。2017年，当地为改善环境，提出“撤坝建桥”，建设漩门湾大桥。《人民日报》为此事分别于1978年、2017年和2018年三次进行报道。

## 背景
玉环是全国14个海岛县之一，境内岛屿林立、海礁棋布。工程完工前，玉环全境由玉环岛、楚门半岛及鸡山、披山、洋屿、大鹿、茅埏、横床等55个岛屿组成。其中，玉环本岛面积达170平方千米，是浙江省第二大岛。在玉环岛和楚门半岛之间，夹着一条名为“漩门”的海峡（即漩门港）。漩，意为“回旋的水流”。它水道浅窄，仅宜小船航行；且水势湍急、多漩涡。原因是在漩门峡的峡口底部呈“U”字型，而口岸附近一段港道平面却呈“N”字型，从而形成迥旋流。漩门港内外水差1.4米，秒流速4.8米。峡水咆哮之声数里可闻。历史上，在漩门港屡次发生沉船死人事件。因此，漩门港被称为“龙窝”“险峡”，甚至被称为“世界三大漩涡奇观之一”，给当时玉环人的出行带来极大不便，堵塞漩门是数代玉环人的愿望。
民国21年（1932年），民众代表刘海东向浙江省建设厅提出“要求堵塞漩门港以资启发富源”这一提案。次年秋天，浙江省水利局派遣测量队前往玉环开展为期三个月的地形实测。民国35年（1946年），时任浙江省主席沈鸿烈来玉视察时，要求时任玉环县县长姚莲生拟具计划。民国37年（1948年），这一项目列入浙江省水利实施纲要，需经费19.48万法币。遗憾的是，因工程艰巨、资金困难，项目计划最终被删去。

## 施工过程

### 预备工作

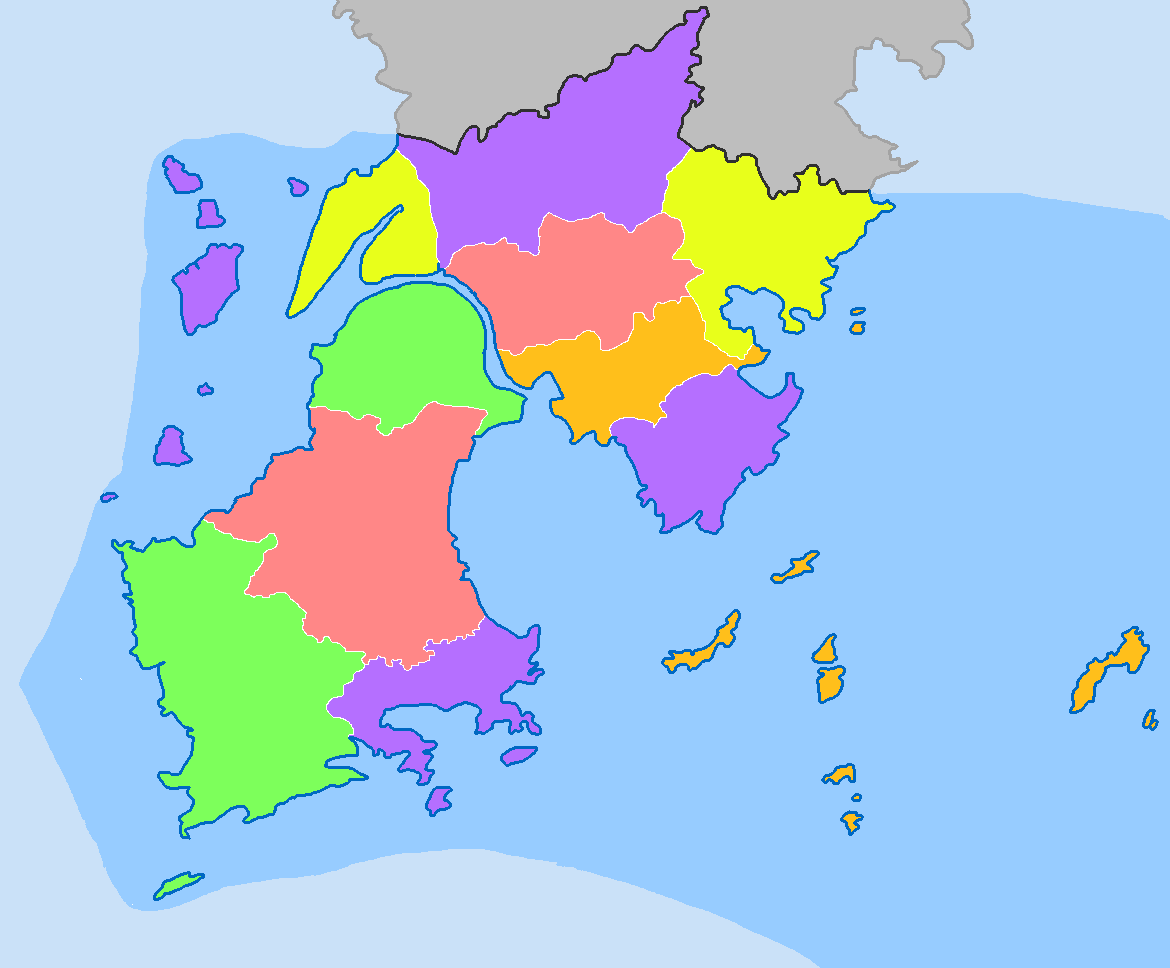
玉环市分乡镇地图。图中，中部绿色区域和其右上角的粉色区域之间，即为漩门一期工地。

但当地政府和人民并没有放弃。原项目被停止后，当地每年的人民代表大会上都有代表提出相关议案。后来，玉环县人民政府于1954年和1957年先后两次向省里提交报告，要求堵港。1958年10月22日，浙江省人民政府同意将其列为基础工程，批准施工。县政府立刻成立由33名干部、545人民工组成的指挥机构，进行开路、试验、调研，耗资3.3万元人民币。同年11月22日停工，转入进一步的勘测、调查、设计工作。
1970年8月，玉环县革命委员会编成《漩门堵口工程初步计划》，报告给省内，要求将这一计划再次列入国家基本建设计划。此后的1974年4月至1975年7月，经多机构、部门的合作，水力计算，施工设计、抛石试验等各项准备工作有条不紊地进行并完成。1974年10月，玉环县委决定，建立漩门工程筹备班子。1975年5月1日，工程宣告开始工作。据原玉环县交通局副局长李端士回忆，当时有三套解决方案，第一是造桥，二是结合水力发电，三是堵坝。综合考量，决定采取堵坝的措施。当时，玉环乃至全中国的科技建设水平和物资都相对匮乏，造桥技术不过关，选择造桥的方案可谓是“有心无力”，只能放弃。1975年8月，玉环县革命委员会又一次上报设计书，该工程经浙江省水利电力局核定为“民办公助四级农田水利工程”。是年11月，浙江省围垦工程科研会议把漩门堵口工程列为中国科学院“深水岩基截流中水力变化规律和方法科研”项目。

### 正式施工
1975年12月，玉环县漩门工程指挥部正式成立，并以公社为单位组成民工队。1976年2月，工程施工正式开工，采取“立堵为主、平堵为辅”的方法抛石截流，并同时进行科研项目。当时，日出勤民工至少五六百人，有时达一千多人。他们夜以继日地工作，用双手开岩采石、车拉船运、抛石截流，将共计52万土石方投入到漩门湾之中。施工人员在测量石头的体积时，采用了曹冲称象的方法，从而保证所扔的石头不被冲走。经过反复试验，工程部最终采用了大小石块混合、群体抛石的办法，战胜了60多次大小塌方。科研实验观察结果的出炉，以及自行设计的载重达2000市斤的土吊车等设备，都加速了工程的施工。经过研究，施工指挥部决定采用大小石块混合、群体抛石的办法，并以此克服了六十多次大小塌方。当地人民还把玉环岛上的一座山头削去了一半。
1977年5月19日，漩门港大坝拢口战斗正式打响，5天后的1977年5月23日，大坝顺利合龙，此后的6月到8月对其进行加固，接通两岸两地的公路。1977年9月全面竣工，1977年10月1日正式剪彩通车。工程总耗时历时一年零八个月，提前一年完成。

## 影响
竣工后的漩门大坝又称漩门港大坝，高50米、宽12米（一说14米）、长144米，联通了玉环岛与楚门半岛，形成楚门－玉环半岛，解决了玉环岛同外界交通不便的问题，昔日大浪不能行船的传统彻底宣告结束。《人民日报》在1978年2月16日刊登报道《玉环岛人民改画地图》，称赞了这一壮举。
|                                | 翻开浙江省地图，可以看到东南沿海有一个玉环岛，和大陆隔着一条狭窄的海峡。但是，今后地图上的这一处要作一些改动了——玉环县的人民以辛勤的劳动在海峡中填出了一条宽阔的大坝，已经把玉环岛同大陆连接在一起。 |
| ——金铿然《玉环岛人民改画地图》 | |

大坝的建成打通了玉环岛的交通大动脉，成为进出玉环岛唯一的陆路通道，解决了困扰当地群众的出行难问题。同时也加快了大坝旁龙溪镇凤凰村的发展，村民纷纷转行从事手工业和餐饮服务业，形成了“大坝糕头”和“大坝小炒”两种特色美食。
在漩门一期工程大坝竣工后，玉环人民又在漩门大坝西北方向的漩门湾和乐清湾交界处，建设了一条7860多米长的拦海堤坝，为漩门二期。这次围垦总面积达到37平方公里，围出了一个面积16平方公里，总库容8000多万立方米的水库，为玉环湖。在漩门大坝东南方向，建设了一条5000多米长的拦海堤坝，为漩门三期，滩涂面积达7万亩。漩门二期、三期的开发，加快了玉环民营企业的发展壮大，也助推了玉环工业经济的加速发展。从2009年开始，玉环累计投入355.89亿元，在漩门二期打造玉环新城（玉环经济开发区）。2021年，漩门三期被确定为玉环未来城市的中心。

## 撤坝建桥
随着玉环经济的快速发展，漩门大坝已无法满足当地的社会发展需要。2016年9月，玉环县委作出“建漩门湾大桥，撤漩门大坝”的决策，一度引发社会热议。玉环撤县设市后，中共玉环市委、市政府正式做出了“撤坝建桥”的决定。2017年10月12日，玉环市重大项目集中开工暨漩门湾大桥及接线项目开工仪式举行，标志着漩门湾大桥工程正式开工建设。2018年3月29日，工程进入实质性施工阶段。该大桥建成通车后，原漩门大坝将会被拆除，楚门－玉环半岛也将会恢复成玉环岛的海岛形态，同时使得乐清湾与漩门湾之间的水系得以连通，从而改善乐清湾的水质。《人民日报》为此在2017年11月25日报纸的头版再次发出报道《玉环再改图》，并在2018年8月25日发出报道《全国海洋生态文明建设示范区浙江玉环市——像爱护眼睛一样爱护海洋生态》。《中国纪检监察报》等报刊也刊发评论文章。
2022年9月19日，漩门大坝正式停止运行。9月22日，漩门大坝拆除正式启动。拆除工期共3个月，大坝将被掘出100米的缺口，坝基沉入水底3.5米。而总投资11.46亿元的漩门湾拓浚扩排项目，包括湖泊河道疏浚和吹填、一期堵坝拆除、6座水闸建设等，建设工期为4年。规划面积91公顷、计划投资11亿元以漩门大坝旧址为核心的漩门公园，正在方案设计中。